# Solasodina
Solasodina es un alcaloide compuesto químico venenoso que se produce en las plantas de la familia Solanaceae. La solasonina y solamargina son glicoalcaloides derivados de solasodina. La solasodina es teratogénica.

## Usos
Se utiliza comercialmente como un precursor para la producción de complejos esteroideos compuestos tales como píldoras anticonceptivas.